# San Floriano del Collio
San Floriano del Collio – miejscowość i gmina we Włoszech, w regionie Friuli-Wenecja Julijska, w prowincji Gorycja.
Według danych na rok 2004 gminę zamieszkiwało 821 osób, 82,1 os./km².